# 1858 en sport
Cet article présente les faits marquants de l'année 1858 en sport.

## Aviron
- 27 mars : The Boat Race entre les équipes universitaires d'Oxford et de Cambridge. Cambridge s'impose[1].

## Baseball
- 10 mars : fondation à New York de la National Association of Base Ball Players[2].
- 20 juillet : premières entrées payantes pour un match de baseball aux États-Unis. 1 500 spectateurs payent 50 cents chacun pour assister à la victoire des New York All Stars sur Brooklyn, 22-18[2].
- 22 octobre : les New York Mutuals remportent le championnat de baseball de la NABBP avec 11 victoires et 1 défaite[3].

## Billard
- 12 avril : Michael Phelan devient le premier champion de billard (reconnu) des États-Unis en s’imposant face à Ralph Benjamin à Détroit[4].

## Boxe anglaise
- 5 janvier : Tom Sayers devient champion d'Angleterre en s'imposant face à Bill Benjamin[5]. Sayers conserve sa ceinture jusqu'en 1860, date de son retrait des compétitions[6].
- 16 juin : Tom Sayers et Tom Paddock combattent enfin à Canvey Island où Sayers  en 21 rounds devient le champion incontesté d'Angleterre[7].
- 20 octobre : John Morrissey défend enfin le Championnat des Amériques à Pointe Long au Canada contre John C. Heenan. Heenan se brise deux doigts au début de la lutte qui se termine après le 11e round car Heenan est incapable de continuer[8].

## Cricket
- Le Surrey County Cricket Club est sacré champion de cricket en Angleterre[9].
- HH Stephenson reçoit un chapeau après avoir atteint trois guichets en trois lancers. S'il n'est peut-être pas le premier à réaliser cet exploit, il donne naissance à la l'expression coup du chapeau.

## Football australien
- 7 août : fondation du Melbourne Football Club[10].

## Joutes nautiques
- Août : Martin, dit lou Gauche, remporte le Grand Prix de la Saint-Louis à Sète[11].

## Sport hippique
- Angleterre : Beadsman gagne le Derby d'Epsom[12].
- Angleterre : Little Charley gagne le Grand National[13].
- France : Ventre Saint Gris gagne le Prix du Jockey Club[14].
- France : Étoile du Nord gagne le Prix de Diane[15].

## Naissances
- 5 avril : Bill Maclagan, joueur de rugby à XV écossais († 10 octobre 1926).
- 10 avril : Philip Tomalin, joueur de cricket puis dirigeant sportif anglo-français († 12 février 1940).
- 15 avril : James Bevan, joueur de rugby à XV gallois († 3 février 1938).
- 8 mai : Dan Brouthers, joueur de baseball américain († 2 août 1932).
- 10 juin : William Cummings, athlète de demi-fond écossais († 13 juillet 1919).
- 27 juillet : George Lyon, golfeur canadien († 11 mai 1938).
- 4 octobre : Léon Serpollet, pilote de courses automobile, homme d'affaires et ingénieur français († 1er février 1907).
- 15 octobre : John L. Sullivan boxeur américain († 2 février 1918).
- 25 octobre : Tom Clapp, joueur de rugby à XV gallois († 15 novembre 1933).
- 13 novembre : Joseph Lindsay, footballeur écossais († 12 octobre 1933).
- 7 décembre : Ned Haig, boucher, joueur de rugby et inventeur du rugby à sept en 1883 († 29 mars 1939).
- ? :
  - George Harding, joueur de rugby à XV gallois († 8 juillet 1927).
  - Richard von Stern, pilote automobile autrichien († ? 1941).